# Албрехт фон Рехберг-Илерайхен
Албрехт фон Рехберг-Илерайхен (на немски: Albrecht von Rechberg Herr zu Illeraichen; † 1510) от благородническия швабски род Рехберг е рицар, господар на Илерайхен (до Алтенщат на Илер) в Бавария.
Той е син (от 12 деца) на Гауденц фон Рехберг († 1460), господар на Илерайхен, и съпругата му Маргарета фон Фраунхофен († сл. 1463), дъщеря на Хайнрих фон Фраунхофен и Елзбет фон Пухберг. Внук е на Албрехт фон Рехберг († 1426) и Маргарета фон Верденберг-Зарганс († сл. 1451), дъщеря на граф Еберхард II фон Верденберг-Зарганс-Трохтелфинген († 1416) и Анна фон Цимерн († 1445).

## Фамилия
Албрехт фон Рехберг се жени за Мая Гюс фон Гюсенберг († сл. март 1521), дъщеря на Сикст Гюс фон Гюсенберг и Хилдегард фон Елербах. Те имат седем деца:
- Вилхелм фон Рехберг († 1546)
- Албрехт фон Рехберг († убит в Рим)
- Урсула фон Рехберг († 1564?), омъжена пр. април 1548 г. за Панкрац фон Щофелн цу Хоенщофелнза († сл. 1551)
- Йохан III фон Рехберг († септември 1574), рицар, господар на Илерайхен, женен на 8 март 1536 г. за братовчедката си Маргарета Анна фон Рехберг († 9 март 1572), дъщеря на Еркингер фон Рехберг († 1525/1527) и Доротея фон Хюрнхайм († 1529)
- Анна фон Рехберг († пр. 1540), омъжена на 6 декември 1525 г. за Себастиан Шенк фон Щауфенберг († 1564)
- Барбара фон Рехберг († 30 октомври 1520), монахиня в Уршпринг
- Маргарета фон Рехберг († 1540), омъжена за Волф фон Алфинген († 1547)